# Дітрих II
Дітріх II Катленбурзький (нім. Dietrich II. von Katlenburg; невідомо — 21 січня 1085) — граф Катленбурзький, син Дітріха І та Берти Голландської, засновник Катленбурзького Дому.
Дітріх був, ймовірно, однією з ключових фігур в повстанні проти короля і імператора Священної Римської імперії Генріха IV. 
У 1075 році Дітріху вдалося розширити свою владу і сили короля Генріха були послаблені, але мирні переговори між саксонцями, що були заключені 1076 року дали тріщину і частину війська Дітріха було розбито і взято у полон. Саксонці, які думали, що Дітріх змовився з єпископом Хільдейсхамським (1045–1114) і перейшов на сторону короля Генріха IV розлютилися і у заколоті 1085 року його вбили.
Приблизно в 1080 році він заснував монастир Святого Олександра. Під час розкопок на місці монастиря в 1975 році була виявлена могила  засновника Катленбурзької династії Дітріха ІІ. Пізніше у XVI ст. Дітріха ІІ було канонізовано католицькою церквою у ранг святих.
Був одружений з Гертрудою Брауншвейзькою, що походить з Дому Брауншвейгів. Від їхнього союзу народився син Дітріх ІІІ.